# Manege

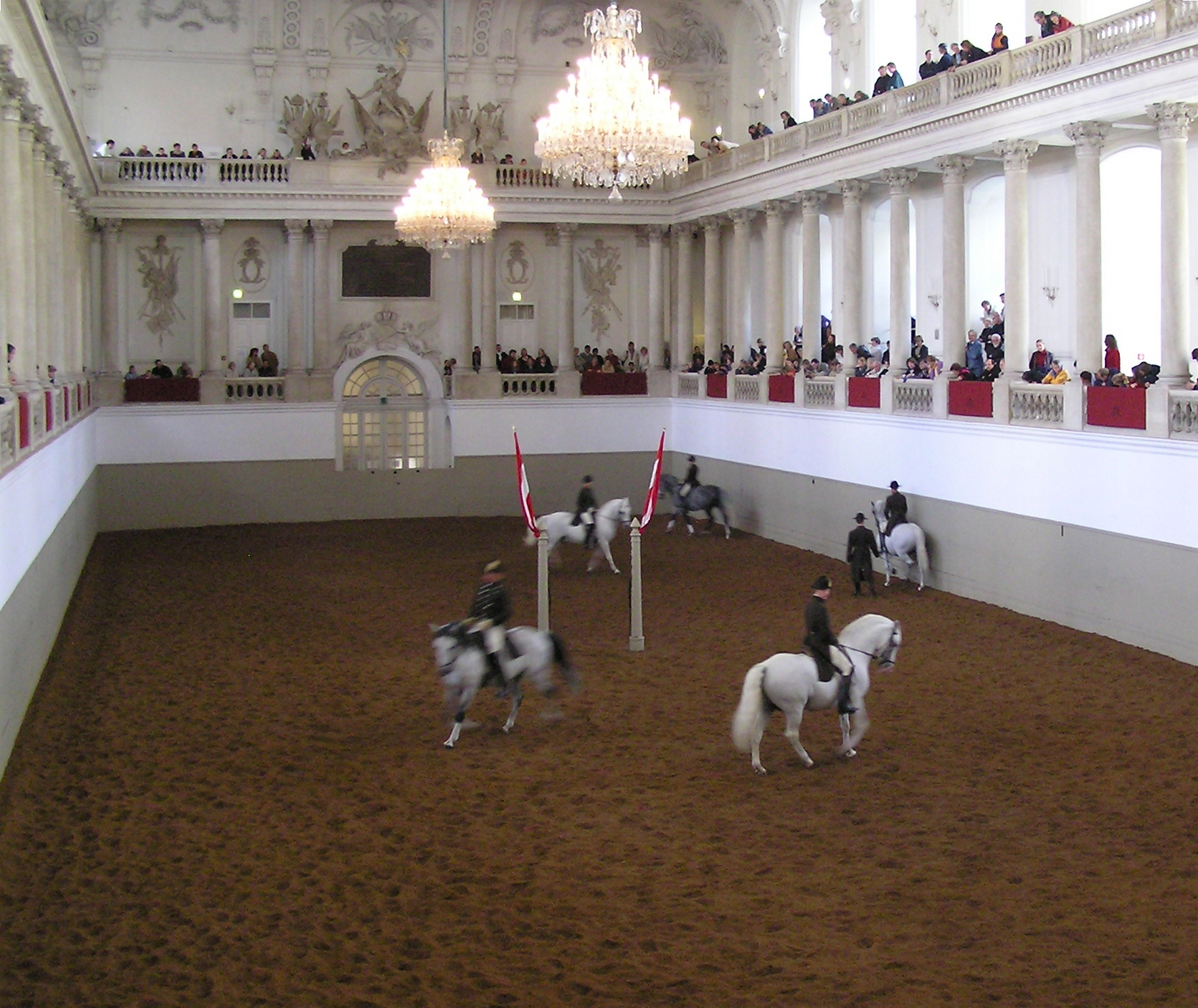
Spaanse rijschool, Wenen

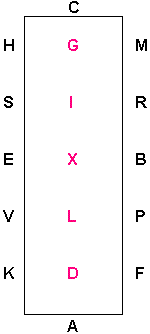
Gestandaardiseerde letters langs de rand van de bak

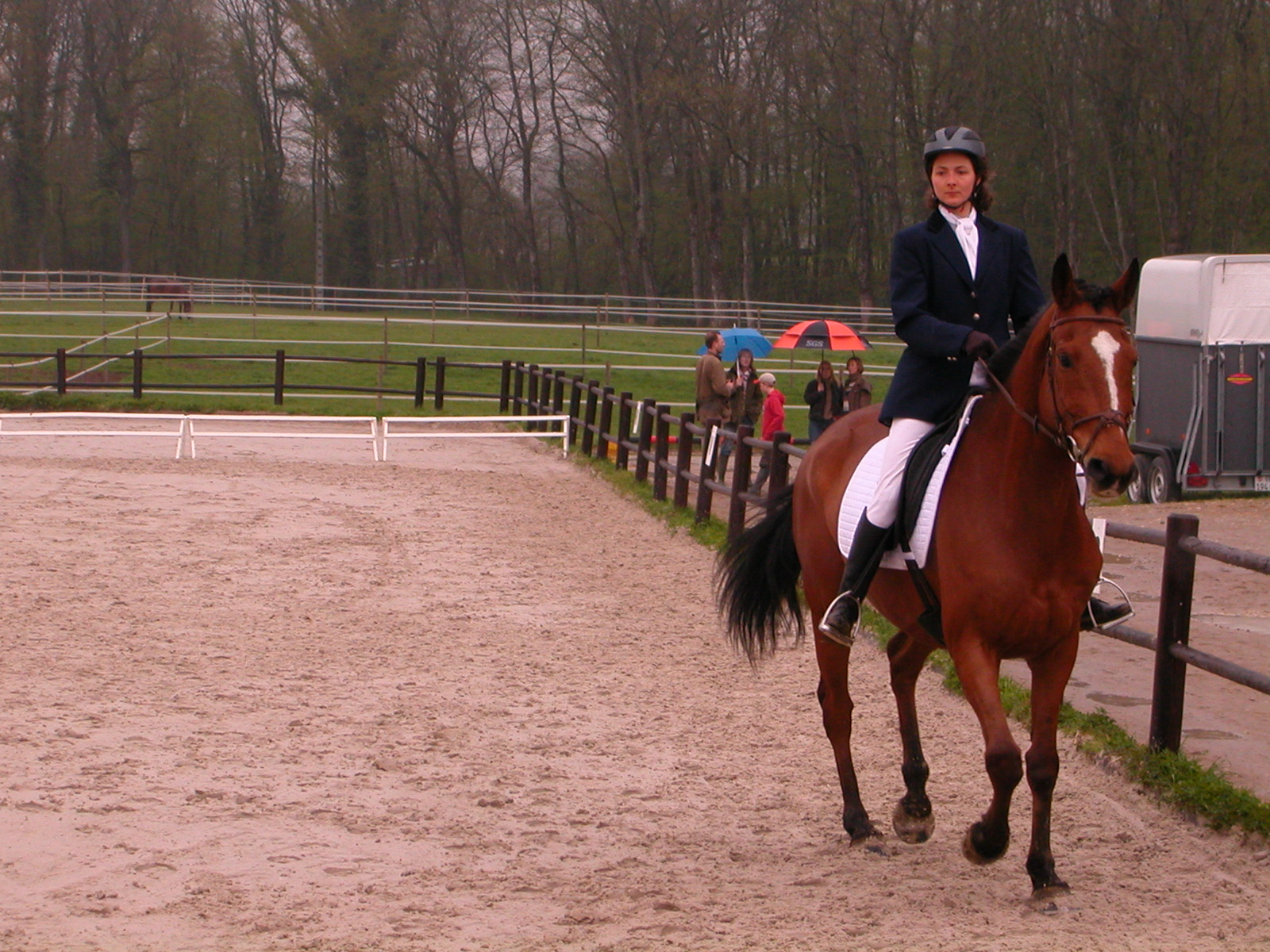
Een amazone in een 'buitenbak'

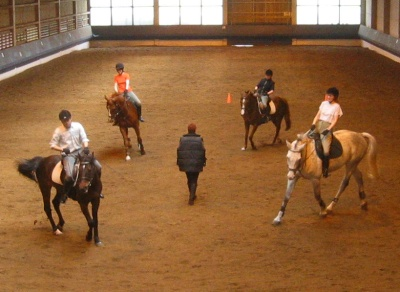
Vier ruiters in een 'binnenbak'

Een manege of rijschool is een besloten plaats waar het paardrijden wordt beoefend. Het woord kan zowel worden gebruikt voor een paardenbedrijf waarin een of meer ruimtes zijn waar kan worden paardgereden met daarbij stallen en andere faciliteiten, als voor de ruimtes zelf, die vaker ook wel 'bak' worden genoemd.
Een manege bestaat in de regel uit een grote ruimte met een zandvloer, al dan niet voorzien van bepaalde voorwerpen die ingezet kunnen worden bij het springen, bij dressuuroefeningen of andere activiteiten van paard en ruiter.
Daarnaast is er een stal of zijn er meer stallen voor de paarden, soms nog andere ruimtes voor de opslag van materiaal, voer en behandeling van de paarden. Ook is er een weiland bij de manege, zodat de paarden in de zomer ook af en toe buiten kunnen staan om te grazen. De beter geoutilleerde maneges hebben bovendien een tribune voor het publiek en een kantine voor de ruiters en de bezoekers.
Paardenliefhebbers die zelf geen ruimte hebben om een paard te stallen, vinden vaak bij een manege tegen betaling onderdak voor hun paard. In dat geval spreekt men ook wel van een stalhouderij, paardenpension of pensionstal. In de meeste gevallen verhuurt de manegehouder ook rijpaarden en verzorgt hij paardrijlessen.
Een simpele buitenmanege, die gebruikt wordt voor het trainen van paarden en ruiters in de open lucht, wordt soms ook wel een 'buitenbak' genoemd. De overdekte hal, die bij moeilijke weersomstandigheden zoals regen, sneeuw en sterke wind gebruikt wordt, wordt dan vaak de 'binnenbak' genoemd. Voor een goede 'bak' wordt meestal een zandsoort gebruikt die niet snel stuift. De bodem kan ook bestaan uit een speciaal mengsel met houtsnippers, hetgeen de veerkracht ten goede komt. Gewoonlijk zijn aan de randen van de bak op speciale plaatsen letters aangebracht, die dienen als referentiepunten bij het rijden van dressuuroefeningen en bij aanwijzingen door de instructeur (zie afbeelding).
Moderne maneges kunnen zeer eenvoudig van constructie zijn, zoals een doeltreffend vormgegeven bedrijfshal, maar ze kunnen ook zeer bijzonder zijn van architectuur, zoals dat bij vele klassieke rijscholen het geval is.
Zo is de in neogotische stijl gebouwde Willemshof in Den Haag de voormalige Koninklijke Manege van Koning Willem II. De Lipizzaner paarden van de Spaanse Rijschool in Wenen rijden hun figuren in een omgeving die – afgezien van de zandvloer – nog het meest lijkt op een balzaal van een paleis. Begin 19e eeuw werd de eerste niet-militaire rijschool in Nederland door koning Lodewijk Napoleon Bonaparte gesticht, de 's-Gravenhaagsche Stadsrijschool. De Hollandsche Manege in Amsterdam is de oudste rijschool van Nederland. De geschiedenis van deze stadsmanege gaat terug tot 1744. De huidige manege, een rijksmonument, werd gebouwd in 1882 naar voorbeeld van de Spaanse rijschool in Wenen.

## Trivia
- Een rosmolen werd ook wel een paardenmanege genoemd.
- Een 'manegebeweging' is een term uit de diergeneeskunde die betrekking heeft op een paardenziekte waarbij het dier voortdurend dezelfde beweging herhaalt; de oorzaak is een afwijking in de hersenen.
- Een volte is het rijden van een cirkelvormige figuur.